# 圣路易斯 (巴利阿里群岛)
圣路易斯（西班牙語：San Luis）是西班牙巴利阿里群岛的一个市镇。总面积35平方公里，总人口3270人（2001年），人口密度93人/平方公里。